# Lillesand–Flaksvandbanen
| Bahnhof Lillesand 1902 |                   |                                       |               |
| Streckenlänge: | 16,6 km           |                                       |               |
| Spurweite: | 1067 mm (Kapspur) |                                       |               |
| Maximale Neigung: | 33,3 ‰            |                                       |               |
| Minimaler Radius: | 60 m              |                                       |               |
| |                   |                                       |               |
| \| \| 16,59 \| Flaksvatn (bis etwa 1923 Flaksvand)[5] \| 27 moh. \| \| \| \| \| \| \| \| \| Tollenesveien \| \| \| \| 14,21 \| Birkeland \| 46 moh. \| \| \| 13,80 \| \| \| \| \| \| Møllebekken \| \| \| \| 10,99 \| Tveite (bis etwa 1907 Tveide)[6] \| 71 moh. \| \| \| \| Moelva \| \| \| \| \| Steinbruch \| \| \| \| 6,53 \| Eikeland (bis etwa 1925 Eigeland)[7] \| 50,2 moh. \| \| \| \| Moelva \| \| \| \| 4,75 \| Storemyr (Bhf. bis 1920, Hp bis 1925) \| 47,2 moh. \| \| \| \| Sandvad Kiesgrube \| 47,2 moh. \| \| \| 1,72 \| Møglestu \| 41,6 moh. \| \| \| 0,47 \| Stene \| 18 moh. \| \| \| 0,00 \| Lillesand \| 2,4 moh. \| \| \| \| \| \| \| Quellen: [2][3] \| \| \| \| |                   |                                       |               |
| Kopfbahnhof Streckenanfang (Strecke außer Betrieb) | 16,59             | Flaksvatn (bis etwa 1923 Flaksvand)   | 27 moh.       |
| Brücke über Wasserlauf (Strecke außer Betrieb) |                   |                                       |               |
| Brücke (Strecke außer Betrieb) |                   | Tollenesveien                         | Tollenesveien |
| Strecke (außer Betrieb) · Betriebs-/Güterbahnhof Streckenanfang (Strecke außer Betrieb) | 14,21             | Birkeland                             | 46 moh.       |
| Abzweig geradeaus und von links (Strecke außer Betrieb) · Strecke nach rechts (außer Betrieb) | 13,80             |                                       |               |
| Brücke über Wasserlauf (Strecke außer Betrieb) |                   | Møllebekken                           | Møllebekken   |
| Bahnhof (Strecke außer Betrieb) | 10,99             | Tveite (bis etwa 1907 Tveide)         | 71 moh.       |
| Brücke über Wasserlauf (Strecke außer Betrieb) |                   | Moelva                                | Moelva        |
| Abzweig geradeaus und von rechts (Strecke außer Betrieb) |                   | Steinbruch                            | Steinbruch    |
| Haltepunkt / Haltestelle (Strecke außer Betrieb) | 6,53              | Eikeland (bis etwa 1925 Eigeland)     | 50,2 moh.     |
| Brücke über Wasserlauf (Strecke außer Betrieb) |                   | Moelva                                | Moelva        |
| Haltepunkt / Haltestelle (Strecke außer Betrieb) | 4,75              | Storemyr (Bhf. bis 1920, Hp bis 1925) | 47,2 moh.     |
| Abzweig geradeaus und von rechts (Strecke außer Betrieb) |                   | Sandvad Kiesgrube                     | 47,2 moh.     |
| Haltepunkt / Haltestelle (Strecke außer Betrieb) | 1,72              | Møglestu                              | 41,6 moh.     |
| Haltepunkt / Haltestelle (Strecke außer Betrieb) | 0,47              | Stene                                 | 18 moh.       |
| Kopfbahnhof Streckenende (Strecke außer Betrieb) | 0,00              | Lillesand                             | 2,4 moh.      |
| |                   |                                       |               |
| Quellen: |                   |                                       |               |

Die Lillesand–Flaksvandbane (L.F.B. oder LFB) war eine Eisenbahnstrecke in Südnorwegen zwischen Lillesand und dem Flaksvand. Die Strecke war die erste Eisenbahn in Agder und fast 17 km lang. Sie wurde in der Spurweite 1067 mm gebaut, 1896 eröffnet und 1953 stillgelegt.

## Geschichte

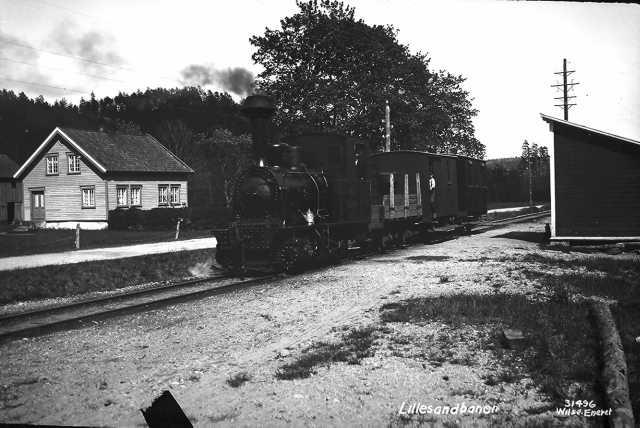
Dampflokomotive in Lillesand (1927)

Die ersten Planungen begannen in den frühen 1870er Jahren, als das Lillesand Jernbanekomité den Holztransport zwischen dem Landesinneren und der Küste verbessern wollte. Im Dezember 1884 wurde beim Innenministerium der Bau einer neuen Eisenbahnstrecke angefragt. Daraufhin wurde das Komitéen for tertiær Jernbaneanlæg Lillesand-Flaksvand gebildet. Die erste Streckenauswahl erfolgte 1886.
Vorschläge für den Bau der Strecke wurden am 7. März 1889 beim Storting eingereicht und am 22. Juni 1891 angenommen. Durch königlichen Erlass vom 31. August 1892 wurde der Gesellschaft interkommunale Selskabet Lillesand-Flaksvandsbanen eine Konzession für 30 Jahre, gültig ab dem 4. Juni 1896, erteilt. Bedingungen waren u. a. Baubeginn spätestens am 1. Mai 1893 und eine Fertigstellung bis Ende 1895. Die Konzession wurde später mehrfach, zuletzt bis 30. Juni 1961, verlängert.
Wegen der angedachten Verlängerung bis zur geplanten Sørlandsbane bestand Arbeitsminister Hans Nysom auf Kapspur statt der ursprünglich vorgesehenen 600 mm-Feldbahn. Im Frühjahr 1893 erhielt die Firma Nicolay N. Sontum aus Bergen den Auftrag für Planung und Bau der Strecke. Die Kosten für Planung, Bau und Materialbeschaffung in Höhe von 537.350 Kronen (nach anderer Quelle von 538.250 Kr.) wurden durch Zuschüsse (Staat 100.000 Kr., Fylke 20.000 Kr.) und die Zeichnung von Aktien der Gesellschaft gedeckt. Anteilseigner waren die Gemeinde Lillesand (181.500 Kr.), der Staat (100.000 Kr.), die Gemeinden Birkenes und Vest Morland (60.000 Kr. bzw. 28.000 Kr.), das Fylke (20.000 Kr.) sowie Privatpersonen und die Gemeinden Herefoss, Mykland und Vegusdal (zusammen 27.150 Kr.).
Die Abnahme der Strecke erfolgte am 21. Mai 1896, offiziell eröffnet wurde sie am 3. Juni 1896 im Beisein von Arbeitsminister Peder Nilsen. Der allgemeine Betrieb begann einen Tag später. 1938 wurde erneut über die Verlängerung zur Sørlandsbanen bis Oggevatn oder Vennesla sowie über eine weitere von Lillesand nach Norden bis Roresand bei Grimstad nachgedacht, eine Realisierung erfolgte jedoch nicht. Stattdessen beschaffte die Bahngesellschaft einen ersten Omnibus, um auf der Straße eine Verbindung nach Herefoss an der Sørlandsbane herzustellen. Der letzte Zug verkehrte am 15. Juni 1953, zum Monatsende wurde die Strecke stillgelegt. Auf der Straße betrieb das Unternehmen bis zu seiner Übernahme durch die Arendals Dampskibsselskap zum 1. April 1968 weiter Personen- und Güterverkehr.

## Betrieb und Verkehrsaufkommen
Groß war das Verkehrsangebot nie, anfangs verkehrten zwei, teilweise auch drei tägliche Zugpaare mit einer Fahrzeit von einer Stunde. In den 1930er Jahren wurde das Angebot auf ein tägliches Zugpaar zurückgenommen, das ab 1942 nur noch bei Bedarf und nur im Sommer verkehrte.
Haupttransportgut war Holz, das vor dem Bahnbau vom Flaksvand mit großem Umweg über den Tovdalselva geflösst und dann weiter zum Sägewerk nach Nedenes transportiert worden war. Dazu kamen Produkte einer Torffabrik sowie mehrerer Sägewerke, Steinbrüche, Kies- und Sandgruben. Das höchste Transportaufkommen wurde 1902 verzeichnet (53.207 t), nahm anschließend aber schnell ab und lag ab 1906 nie über 20.000 t. Die entstehenden Verluste wurden von der öffentlichen Hand getragen. 1951 wurden nur noch 4.915 t befördert.
Der Personenverkehr war nie umfangreich, 1900 wurden 26.000 Personen, 1928, obwohl erste Sonderzüge verkehrten, 1.000 Personen und 1952 bei Sonderfahrten nur noch 269 Personen befördert. Der planmäßige Personenverkehr war bereits am 2. März 1942 eingestellt worden.

## Fahrzeuge
Während der gesamten Betriebszeit standen der Lillesand–Flaksvandbane zwei von der Sächsischen Maschinenfabrik in Chemnitz gebaute Dampflokomotiven zur Verfügung (Nr. 1 Lillesand, Nr. 2 Flaksvand, Fabriknummern 2042 und 2043). Diese C-gekuppelten Nassdampf-Tenderlokomotiven waren knapp 6 m lang, leisteten bei einem Arbeitsdruck von 18 kg/cm² 100 PS und wogen 15 t. Die Bremsen wirkten lediglich auf eine Achse, eine durchgehende Druckluft- oder Vakuumbremse bestand nicht.
Dazu kamen 32 Wagen (5 Personenwagen, davon 3 der 3. Klasse mit je 6 Sitzplätzen, 2 Gepäckwagen, 11 offene und 14 geschlossene Güterwagen eines Staatsbahn-Standardtyps mit einer Zuladung von 6 t und einer Länge von 6 m).

## Gleisanlagen und Bauten
Die Breite des Lichtraumprofils betrug in Felseinschnitten 3,3 m, ansonsten 4 m. Einschließlich der Nebengleise wurden 18,15 km Gleis mit einem Schienengewicht von 15 kg/m auf 26.919 Schwellen verlegt. 4.244 m Strecke waren in der Ebene gelegen, in Abschnitten mit der höchsten Steigung (21 bis 30 ‰) verlaufen 1.366 m. 10.033 m der Strecke verliefen gerade, 2.796 m in Kurven mit einem Radius zwischen 60 und 250 m, der Rest in weiteren Kurven. Der höchste Punkt der Strecke lag bei Streckenkilometer 11,3 und auf 71,5 müNN.
Zwei der vier Brücken (Moelv-Brücke südwestlich Tveide, Spannweite 8 m, ungenutzt im Wald; Møllebekken-Brücke in Birkeland, Spannweite 3,8 m, jetzt durch Rv 402 genutzt) sind noch vorhanden, die Brücke in Eikeland (Spannweite 3,8 m) und die Brücke über Tollenesvegen und Bach nahe dem Flaksvand (Spannweite 11 m) nicht mehr.
Neben dem durchgehenden Hauptgleis gab es eine ganze Reihe Nebengleise mit einer Gesamtlänge von 1,55 km sowie bahnspezifische Hochbauten:

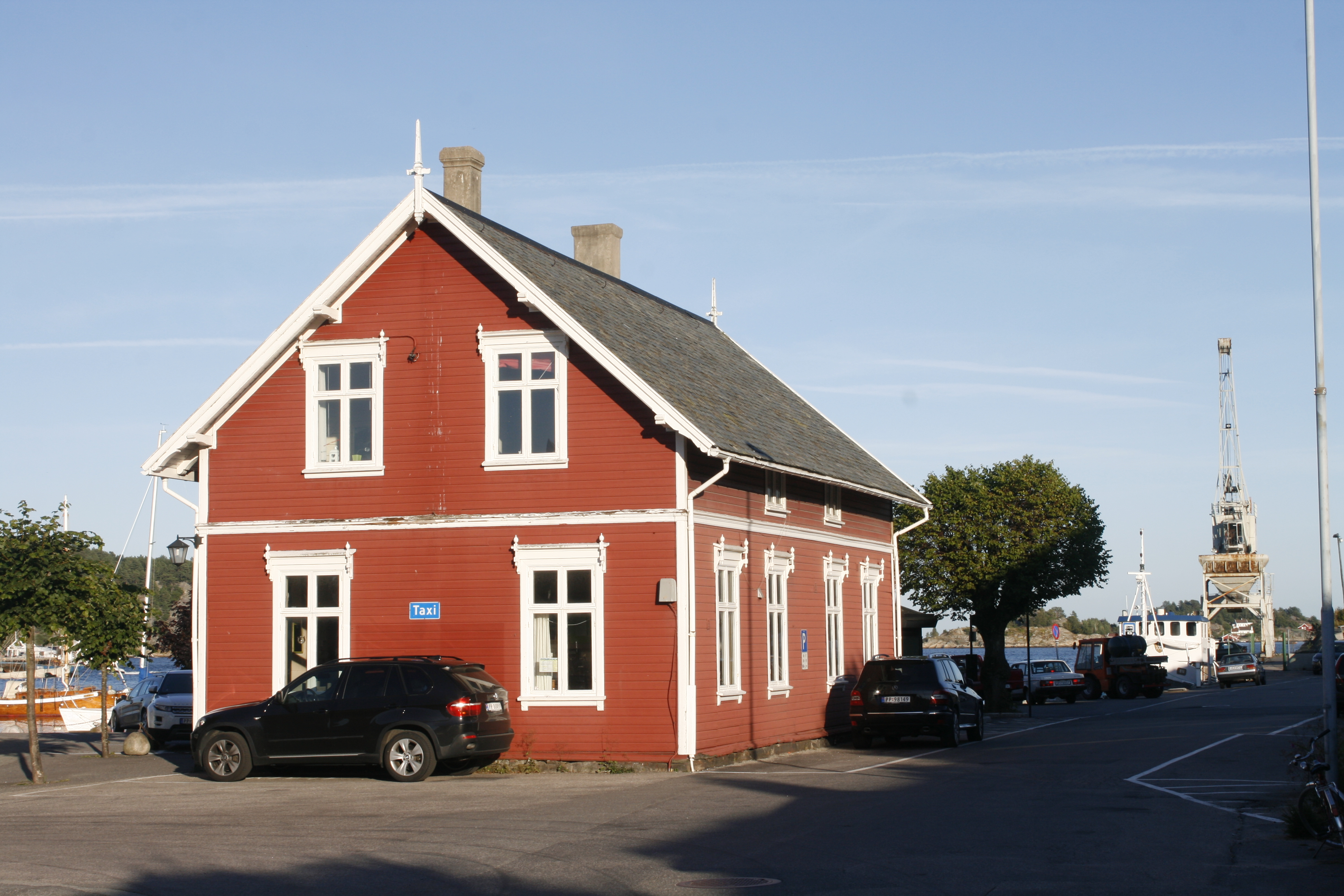
Empfangsgebäude Lillesand 2012

- Lillesand: Empfangsgebäude (erhalten), Güterabfertigung, Wagenhalle, Lokschuppen mit Drehscheibe, Wasserkran und Kohlebansen, Ausweichgleis, Anschlussgleise zu zwei Kais[16]
- Møglestu: Bahnwärterhaus, Ausweichgleis
- Sandvad: im Bereich der Kreuzung mit der heutigen Autobahn E18 Anschlussgleis zu einer Sandgrube
- Storemyr: Bahnwärterhaus mit Postabteil, längeres, später verkürztes Abstellgleis
- Weg nach Ydderstad: Ladegleis mit Rampe zur Holzverladung
- Eikeland: Bahnwärterhaus, drei Nebengleise
  - 350 m südlich der Haltestelle (Hansens Gleis)
  - Ladegleis mit Rampe an der Haltestelle
  - 600 m nördlich der Haltestelle zum Steinbruch
- Jordbruna: Ladegleis zur Holzverladung
- Tveite: Empfangsgebäude (erhalten), drei, nach anderer Quelle[17] zwei Nebengleise:
  - Ladegleis mit Rampe 600 m südlich
  - Ladegleis zu einer Sandgrube 200 m südlich
  - Anschlussgleis zu einer Torfverladung (mit Lagerhalle)
- 1,2 km nördlich Tveite: Abstellgleis, um einen Zugteil abzustellen, wenn die Grenzlast der Lokomotive für den Steigungsabschnitt überschritten war
- Birkeland: Die Stoppested lag an einem 330 m langen Nebengleis und wurde nicht von Personenzügen angefahren. Diese hielten an der Hauptstrecke an.[3][4] Vorhanden waren Empfangsgebäude mit Güterschuppen, ab 1909 separater Güterschuppen mit tunnelartigem Überbau zur geschützten Beladung, Gleis zum Sägewerk[18]
- Flaksvand: Empfangsgebäude (erhalten), Drehscheibe, Wasserkran, Kohlebansen, zwei Bahnhofsgleise, Anschlussgleis zum Sägewerk und Holzverladegleis am Seeufer (mit dampfbetriebenem, zinkenbesetzten Förderband, das die angeflössten Baumstämme aus dem Wasser holt und für die Schwerkraftverladung erhöht bereitlegt)[19]

Die ursprüngliche Planung sah in Birkeland eine südlichere Streckenführung nahe dem Valetjønn vor, eine Anpassung erfolgte aufgrund von Protesten von Waldbesitzern aus den nördlich angrenzenden Gebieten.